# 王仲寶
王仲宝，字器之，北宋密州高密县（今山东省高密市）人。
王仲宝开始为刑部史，补章丘县尉。历任镇、定、天雄等六州军巡检、泽潞晋绛慈、威胜军巡检使，内殿承制诸官，因捕盗有功升任为并州、代州钤辖。天圣初年，知镇戎军。康定元年（1040年），西夏元昊攻延州，王仲宝领兵在长鸡岭击败其将领。担任泾原路总管、安抚副使。次年，好水川之战，任福战死，跟随任福的朱观被王仲宝率兵救出，其余将领尽皆战死，只有王仲宝与朱观力战得还。授为环庆路副都总管、知庆州。后担任左屯卫大将军致仕，去世。